# Kanton Pamiers-2
Der Kanton Pamiers-2 ist ein französischer Wahlkreis im Département Ariège in der Region Okzitanien. Er umfasst einen Teilbereich der Stadt Pamiers und sieben weitere Gemeinden im Arrondissement Pamiers. Durch die landesweite Neuordnung der französischen Kantone wurde er 2015 neu geschaffen.

## Gemeinden
Der Kanton besteht aus acht Gemeinden und Gemeindeteilen mit insgesamt 15.612 Einwohnern (Stand: 1. Januar 2022) auf einer Gesamtfläche von 79,43 km²:
| Gemeinde         | Einwohner 1. Januar 2022 | Fläche km² | Dichte Einw./km² | Code INSEE | Postleitzahl |
| ---------------- | ------------------------ | ---------- | ---------------- | ---------- | ------------ |
| Arvigna          | 237                      | 8,60       | 28               | 09022      | 09100        |
| La Tour-du-Crieu | 3.268                    | 10,28      | 318              | 09312      | 09100        |
| Le Carlaret      | 286                      | 9,39       | 30               | 09081      | 09100        |
| Les Issards      | 253                      | 3,81       | 66               | 09145      | 09100        |
| Les Pujols       | 862                      | 13,18      | 65               | 09238      | 09100        |
| Ludiès           | 99                       | 1,87       | 53               | 09175      | 09100        |
| Pamiers          | 10.335                   | 27,66      | 374              | 09225      | 09100        |
| Saint-Amadou     | 272                      | 4,64       | 59               | 09254      | 09100        |
| Kanton Pamiers-2 | 15.612                   | 79,43      | 197              | 0908       | –            |

1. ↑   Nur der nordöstliche Teil der Gemeinde, der Rest gehört zum Kanton Pamiers-1.

## Politik
| Vertreter im Departementrat | Vertreter im Departementrat    | Vertreter im Departementrat |
| Amtszeit                    | Namen                          | Partei                      |
| --------------------------- | ------------------------------ | --------------------------- |
| 2015–2021                   | Monique Bordes                 | PS                          |
| 2015–2019                   | André Montané                  | PS                          |
| 2019–2021                   | Jean-Claude Combres            | PS                          |
| 2021–                       | Monique Bordes Jérôme Blasquez | PS                          |